# 加拉努
加拉努（法語：Garanou，法語發音：[ɡaʁanu]）是法国阿列日省的一个市镇，属于富瓦区。

## 地理
加拉努（42°45'59"N, 1°45'5"E）面积3.01 平方千米，位于法国奧克西塔尼大區阿列日省，该省份为法国西南部内陆省份，西部和北部与上加龙省接壤，东临奥德省，东南至东比利牛斯省接壤，南与安道尔和西班牙接壤。
与加拉努接壤的市镇（或旧市镇、城区）包括：拉叙尔、洛尔达、吕兹纳克、于尔斯、韦尔诺。

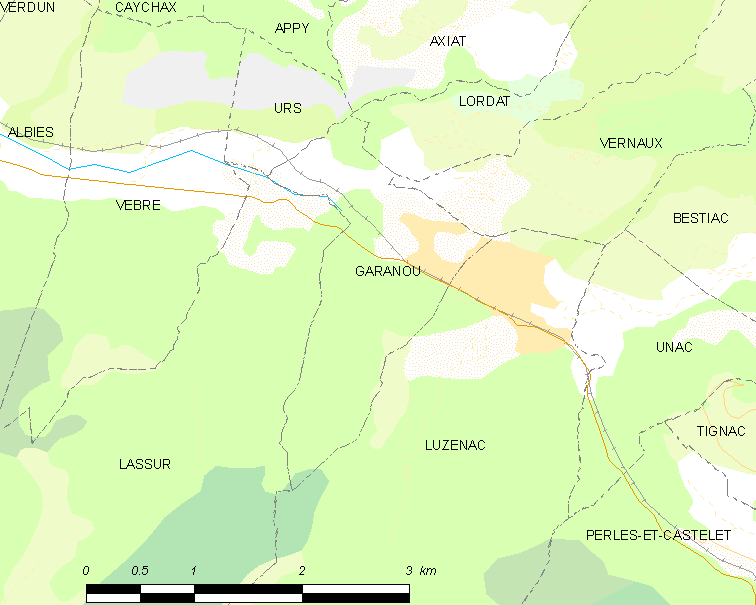
加拉努的OSM定位图

加拉努的时区为UTC+01:00、UTC+02:00（夏令时）。

## 行政
加拉努的邮政编码为09250，INSEE市镇编码为09131。

## 政治
加拉努所属的省级选区为上阿列日县。

## 人口

1962-2008年间加拉努人口变化图示

加拉努于2022年1月1日时的人口数量为146人。